# Gochsheim
Gochsheim est une commune allemande située en Basse-Franconie (Bavière).

## Jumelage
- Irigny (France)